# (5198) Fongyunwah
(5198) Fongyunwah est un astéroïde de la ceinture principale.

## Description
(5198) Fongyunwah est un astéroïde de la ceinture principale. Il fut découvert le 16 janvier 1975 à Nanking par l'observatoire de la Montagne Pourpre. Il présente une orbite caractérisée par un demi-grand axe de 3,11 UA, une excentricité de 0,16 et une inclinaison de 2,1° par rapport à l'écliptique.

## Compléments